# Shazada Muhammad Shah-Rukh
Shazada Muhammad Shah-Rukh (* 2. Oktober 1926 in Lahore; † 6. September 2015 ebenda) war ein pakistanischer Radrennfahrer.

## Sportliche Laufbahn
Shah-Rukh war im Bahnradsport und im Straßenradsport aktiv. Er war Teilnehmer der Olympischen Sommerspiele 1956 in Melbourne. Das Straßenrennen beendete er nicht. In der Mannschaftswertung des Straßenrennens kam Pakistan mit Din Meraj, Shazada Muhammad Shah-Rukh, Muhammad Naqi Mallick und Saleem Farooqi nicht in die Wertung, da keiner der Fahrer das Rennen beendete. In der Mannschaftsverfolgung war Pakistan in der Qualifikation ausgeschieden. Im Sprint war er im Vorlauf ausgeschieden. 
Bei den Asienspielen 1958 gewann er Silbermedaillen im Tandemrennen und in der Mannschaftsverfolgung sowie Bronze im Sprint. 
Bereits 1948 hatte Shah-Rukh an den Olympischen Spielen in London teilgenommen. Er war Mitglied der Pakistanischen Hockeynationalmannschaft, die den 4. Platz im Turnier belegte. 

## Familiäres
Seine beiden Brüder waren Hockeyspieler und ebenfalls Olympiateilnehmer. 